# علي شادمان
علي شادمان هو ممثل إيراني ولد في 24 نوفمبر 1996.

## وصلات خارجية
- علي شادمان على موقع IMDb (الإنجليزية)
- علي شادمان على موقع قاعدة بيانات الفيلم (الإنجليزية)